# Gaturamo-do-norte
Eufónia-de-barriga-ruiva ou gaturamo-do-norte (Euphonia rufiventris) é uma espécie de ave da família Fringillidae.
Pode ser encontrada nos seguintes países: Bolívia, Brasil, Colômbia, Equador, Peru e Venezuela.
Os seus habitats naturais são: florestas subtropicais ou tropicais húmidas de baixa altitude.